# L'Ennemi des siens
L'Ennemi des siens est un roman de l'écrivain français Henri Deberly paru en 1925.

## Résumé
Les de Bitry, après des revers de fortune, doivent délaisser leur domicile parisien pour le château familial des Ormes, en province. Le comte de Bitry, ancien militaire, s'occupe de recherche historique sur ses ancêtres. La mère est une ancienne chanteuse avec laquelle il s'était fait un devoir de se marier après l'avoir malencontreusement mise enceinte dans sa jeunesse. Les trois filles se font mal à l'ennui de leur nouvelle existence.
De nouveaux voisins s'installent près de chez eux : les de Lérouville. Ils ont un fils Francois, peu avantagé par son physique mais d'un caractère agréable. Il flirte avec l'ainée des de Bitry, Isabelle et la cadette, Françoise. L'ainée se donne à lui dans un moment d'égarement, mais par la suite, il la délaisse pour la cadette. Jalouse, l'ainée écrit des lettres anonymes donnant à croire au jeune homme que Françoise a déjà eu un enfant qu'elle cache. Elle fait croire au comte de Bitry que sa sœur et François sont déjà amants. Le père croit les surprendre. En fait, ils viennent de rompre à la suite des questions sur son passé de Francois auxquelles Françoise trouve indigne de répondre. Son père lui fait une scène. Elle s'enfuit. On la retrouve noyée probablement par suicide. Isabelle, rongée par le remords, finit par tout avouer à son père, qu'elle accuse d'être lui-même responsable. Il n'aurait pas dû choisir de sacrifier l'avenir de ses filles en s'enterrant à la campagne. Elle entre au couvent.

## Analyse
L'écriture de Deberly dans ce roman est caractérisée par un style à la fois tendre et amère, capable de capturer la complexité des émotions humaines. Si certains critiques notent une certaine raideur dans sa prose, ils reconnaissent également la puissance dramatique de ses descriptions et de ses analyses psychologiques,.
L’auteur adopte une approche introspective pour explorer les motivations de ses personnages, inscrivant son récit dans une atmosphère tragique et tendue. Il utilise une technique narrative dense, où chaque action et chaque pensée des personnages deviennent le reflet d'une lutte intérieure intense.
Dans L'Ennemi des siens, Henri Deberly réussit à capter la lutte entre les aspirations individuelles et les contraintes sociales, tout en illustrant la complexité des relations familiales. Ce roman, bien que moins connu que Le Supplice de Phèdre, demeure une œuvre significative qui illustre le talent d'un écrivain ancré dans son époque et soucieux de dépeindre les nuances de la condition humaine ,.

## Réception et critiques
À sa sortie, L'Ennemi des siens a suscité des critiques variées. Bien que certains aient salué la force de la narration et la profondeur des personnages, d'autres ont souligné une certaine monotonie et un manque d'émotion. Les discussions autour de l'œuvre ont souvent mis en avant son réalisme et la manière dont Deberly aborde des sujets critiques et sombres de la vie bourgeoise, ouvrant la voie à des réflexions sur les dynamiques familiales et sociales de son époque.
Deberly a ainsi été considéré comme un romancier prometteur et un observateur avisé des mœurs bourgeoises, même si son style pourrait parfois paraître rigide,.